# Citizens Commission on Human Rights

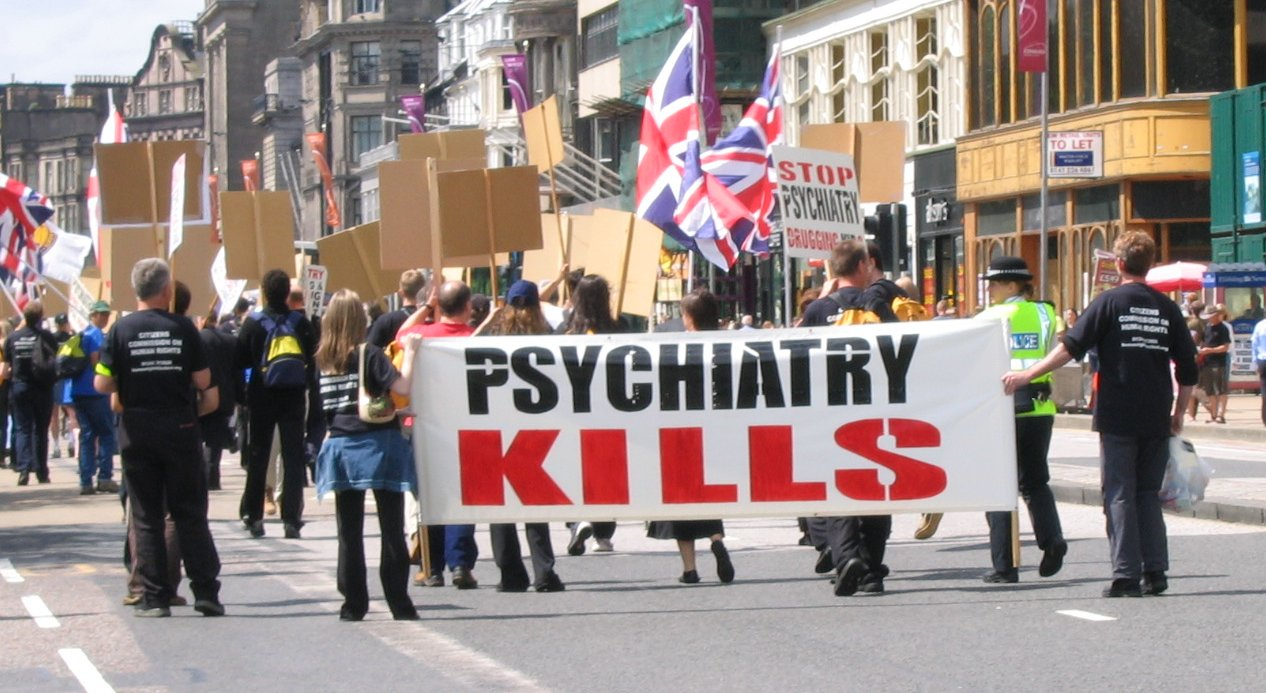
Scientology-Demonstration gegen Psychiatrie in Edinburgh, Schottland

Die Citizens Commission on Human Rights (CCHR) ist eine 1969 gegründete, der Scientology-Kirche zuzurechnende Organisation. Sie wurde von Thomas Szasz, Professor für Psychiatrie an der State University of New York und prominenter Kritiker psychiatrischer Zwangsbehandlung, gegründet. Die Organisation kämpft gegen das, was sie als Menschenrechtsverletzungen durch die Psychiatrie ansieht.

## Hintergrund
Der Verein vertritt bezüglich Psychiatrie die gleiche Sichtweise wie die Scientology-Organisation. Die Psychiatriekritik der Scientology beruht mitunter auf L. Ron Hubbards Buch Der heutige Terrorismus, das sich über die Psychiatrie in folgender Weise äußert:

„Während westliche Länder Milliarden im Kampf gegen die Aktivitäten von Terroristen im Ausland ausgeben, vernachlässigen sie denjenigen, den sie zu Hause haben. Die Arbeitsgrundlagen der Psychiater und ihrer Tarnorganisationen basieren direkt auf Terroristenlehrbüchern. Die Mafia sieht im Vergleich zu diesen Terroristengruppen wie eine Versammlung von Sonntagsschullehrern aus. Die Psychiater etablieren sich selbst als ein Terrorsymbol und kidnappen, foltern und morden ohne auch nur den geringsten kontrollierenden Eingriff oder Einsatz westlicher Sicherheitskräfte. Unter den direkten Befehlen dieser Terroristen stehend, greifen diese Sicherheitskräfte stattdessen Kirchen und friedfertige, anständige soziale Gruppen an.
Ein Psychiater bringt für seinen sexuellen Kick ein junges Mädchen um, ermordet ein Dutzend Patienten mit einer Eishacke, kastriert hundert Männer. Und man gibt ihm eine weitere Million als Bewilligung.
Man kann daraus nur schließen, dass psychiatrischer Terrorismus sich nicht auf die Familien von Irrenanstaltspatienten beschränkt. Es muss sich über den ganzen Weg bis zur Spitze hinauf erstrecken.“

## Kritik in den Vereinigten Staaten
Lynn Schultz-Writsel von der American Psychiatric Association sagt über die CCHR-Broschüre Psychiatry – Education's Ruin: „Wir haben in keiner Weise darauf reagiert. Es gab keine heftigen Reaktionen von Mitgliedern, darauf zu antworten. Und jedenfalls spricht die Veröffentlichung für sich selbst.“ Kevin Dwyer von der amerikanischen National Association of School Psychologists sagt, dass er sich nicht so sehr darüber Sorgen macht, dass die Leute die Psychiatrie-Broschüren von CCHR über ADHS ernst nehmen würden. „Was mir Sorgen macht“, erklärte er, „ist, dass Leute dieses Material aus zweiter Hand zitieren, ohne die Scientology-Organisation als Quelle anzugeben.“
Louis Jolyon West, Professor für Psychiatrie an der Universität von Los Angeles und Menschenrechtsaktivist, schrieb 1991:

„Die CCHR wurde 1969 gegründet, um psychiatrische ‚Verstöße gegen die Menschenrechte‘ zu untersuchen und zu veröffentlichen. Zu diesen ‚Verstößen‘ gehört die fachliche Anwendung der Elektrokonvulsionstherapie, die Anwendung von Ritalin bei Kindern mit Konzentrationsstörungen und tatsächlich jede psychiatrische medizinische Behandlung durch Anwendung von Phenothiazinen bis Prozac. Sie erklärten tatsächlich der Newsweek den Krieg, als diese in einer Ausgabe eine Titelgeschichte über Prozac brachte.“

Steven Sharfstein, Präsident der American Psychiatric Association im Jahr 2006, verglich die vor einer Psychiater-Tagung protestierenden Scientologen mit Wissenschaftsgegnern aller Art:

“As physicians we search for the truth based on science, producing replicable results through research. The Scientologists protesting outside […] represent the opposite of the search for truth. They are joined in a general movement against science by such groups as the intelligent design advocates, abstinence-only fanatics, global warming deniers, anti-vaccination lobbies, gay bashers, and stem cell research rejecters.”

„Als Ärzte suchen wir auf wissenschaftlicher Grundlage nach der Wahrheit, und erreichen reproduzierbare Ergebnisse durch Forschung. Die draußen protestierenden Scientologen repräsentieren das Gegenteil der Wahrheitssuche. Sie bilden eine allgemeine Antiwissenschaftsbewegung gemeinsam mit solchen Gruppen wie den Verteidigern des Intelligent Design, Fanatikern der sexuellen Abstinenz, Leugnern der globalen Erwärmung, Lobbyisten gegen Impfungen, Schwulenhassern, und Gegnern der Stammzellforschung.“

## Ableger KVPM in Deutschland
Die Kommission für Verstöße der Psychiatrie gegen Menschenrechte (KVPM) wurde 1973 beim Amtsgericht München in das Vereinsregister eingetragen. Gemäß ihrer Satzung will sie „die Menschenrechte gegen Missbräuche durch die Psychiatrie und verwandte Gebiete sichern“ und Gesetzgeber, Behörden und Öffentlichkeit „über Fälle von Ineffektivität und schädlichen Auswirkungen psychiatrischer und psychologischer Methoden aufklären“.
Insbesondere prangert der Verein den Einsatz von Psychopharmaka und die Elektrokonvulsionstherapie sowie in den letzten Jahren auch Diagnose und Behandlung von ADHS. Dabei wird nicht nur der psychiatrische Ansatz, sondern auch Todesfälle, die angeblich durch Einfluss psychotroper Substanzen bewirkt wurden (etwa durch die Behandlung mit Ritalin im Kindesalter), als Gründe angegeben. In den Broschüren des Vereins wird die heutige Psychiatrie häufig mit den Missbräuchen der Psychiatrie in der Nazi-Zeit gleichgesetzt.
Ursula Caberta, ehemalige Leiterin der Scientology-kritischen Hamburger Arbeitsgruppe Scientology, nannte den Verein im Oktober 2002 einen „radikalen Arm von Scientology, der vordergründig Missstände anprangert, auf diese Weise aber Menschen in die Organisation hineinzuziehen versucht.“ Eine Klage durch Scientology dagegen wurde vom Verwaltungsgericht Hamburg abgewiesen, ein Antrag auf Berufung im Juli 2007 zurückgenommen.
Kritisiert wird die Kommission auch wegen ihres unsachlichen Wortgebrauchs. So finden sich immer wieder Wörter wie „Drogen“, „Psychopillen“, aber auch „Unterwanderung“ sowie Titel wie „Lebensmut eines 25-Jährigen nach 5 Jahren psychiatrischer Behandlung zerstört!“ oder „Kinderklau nach Psycho-Gutachten“ auf ihrer Website.

## Museum
In ihrem Psychiatry: An Industry of Death in Hollywood, das auch in einer virtuellen Version existiert, werden unrühmliche Aspekte der (Psychiatrie)geschichte (zum Beispiel Eugenik oder „MK Ultra“) in provokanter oder plakativer, stellenweise sogar aggressiver Form mit heutiger Psychiatrie in Verbindung gebracht und kontroverse Thesen wie etwa „psychische Krankheiten existieren nicht“ propagiert.